# Skandinaviska Enskilda Banken
Skandinaviska Enskilda Banken (SEB) — шведська фінансова група зі штаб-квартирою у Стокгольмі. Німецькі та балтійські дочірні компанії SEB, розташовані в країнах єврозони, були визначені як значущі установи з моменту набуття чинності Європейського банківського нагляду наприкінці 2014 року, і, як наслідок, перебувають під безпосереднім наглядом Європейського центрального банку.

## Історія
Фінансова група заснована у 1972 році. У Швеції та країнах Балтії SEB пропонує повний спектр фінансових послуг. У Данії, Фінляндії, Норвегії, Німеччині та Великій Британії діяльність банку зосереджена на корпоративних та інвестиційно-банківських послугах для корпоративних та інституційних клієнтів.
Наприкінці грудня 2023 року, згідно повідомлення видання ERR, керівник відділу маркетингу та комунікацій банку SEB в Естонії заявив, що банк SEB планує повністю згорнути свою діяльність у Росії та залишити ринок країни-агресора. Видання вказує, що SEB, як і раніше, має відкритий офіс у Санкт-Петербурзі (РФ) і діючий веб-сайт для російського ринку. На сайті групи SEB офіс у Росії також вказаний серед міжнародних офісів. Однак, як додаткова інформація вказується, що "в умовах, що склалися, продовжувати діяльність SEB в Росії неможливо або недоцільно, у зв'язку з чим SEB почав її скорочувати".

### В Україні
В Україні групі SEB належить дочірній «СЕБ Корпоративний Банк», який надає послуги корпоративним клієнтам зі Скандинавії, Балтики та Німеччини, котрі ведуть свій бізнес в Україні. До 2012 року, групі належав однойменний банк який був проданий і перейменований у Фідобанк.